# Chollima-Straße
Die Chollima-Straße ist eine Hauptverkehrsstraße in der nordkoreanischen Hauptstadt Pjöngjang.
Sie trägt ihren Namen nach dem Mythologie-Wesen Ch’ŏllima und führt von der Chungsong-Brücke durch den Bezirk P’yŏngch’ŏn-guyŏk und weiter in den Innenstadtbezirk Chung-guyŏk bis zum Pothong-Tor. Damit bildet sie eine wichtige Verkehrsverbindung zwischen dem durch den Taedong-gang voneinander getrennten Ost- und Westteil der Stadt sowie der nach Süden stadtauswärts führenden Pjöngjang-Kaesŏng-Schnellstraße.
Die Straße wurde 1953 angelegt und in den 1970er Jahren weiter ausgebaut. Sie bildet die Grenze zwischen mehreren Verwaltungsbereichen. So trennt sie Ortsteile Potongmun-dong, Puksŏng-dong, Pongji-dong, Ryukkyo-dong, Saemaul-dong und Haeun-dong im Osten von den Ortsteilen Changgwang-dong, Sochang-dong, Pongnam-dong, Ryukkyo-dong, P'yŏngch'ŏn-dong und Haeun-dong im Westen. Außerdem durchläuft sie den Ortsteil Tongsong-dong.

## Anliegende Bauwerke und Einrichtungen
Die Bebauung der Chollima-Straße besteht vorwiegend aus achtgeschossigen Wohnblöcken. Daran reihen sich vereinzelt zehn-, zwölf-, 15- und 25-geschossige Wohntürme. Besonders die 1971 fertiggestellten Wohntürme weisen optische Gemeinsamkeiten mit der europäischen Nachkriegsarchitektur der 1950er Jahre auf.
Neben dem Kabelwerk 326 und verschiedenen öffentlichen Einrichtungen, wie dem Restaurant Chongnyu und dem Hotel Changgwangsan, befinden sich bedeutende kulturelle Einrichtungen und Sportstätten an der Straße. Außerdem anliegend ist das Gelände, an dem die Testschüsse des ersten in Nordkorea produzierten Maschinengewehrs abgefeuert wurden. Der Ort ist heute unter dem Namen Phyongchon-Revolutionsstätte als Gedenkstätte zu besichtigen. 
Die Straße endet an einem Kreisverkehr, auf dem sich das Pothong-Tor, westliches Stadttor der mittelalterlichen Festung Pjöngjang und Nordkoreanischer Nationalschatz #3, befindet. Am anderen Ende wird sie als Pjöngjang-Kaesŏng-Schnellstraße weitergeführt.

### Eissporthalle Pjöngjang

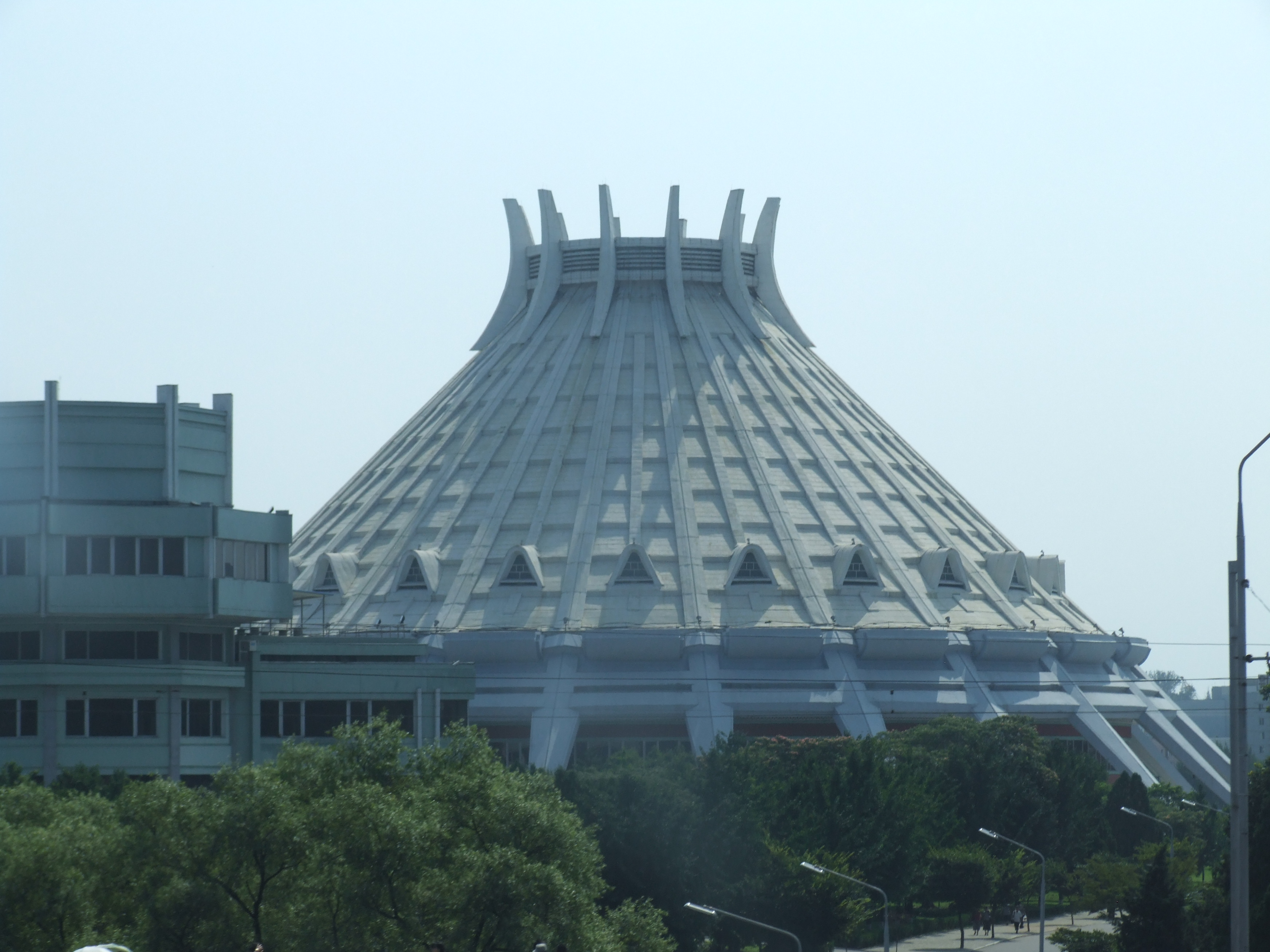
Die Eissporthalle an der Chollima-Straße

Die Eissporthalle wurde zu Beginn der 1980er Jahre auf einem Grundstück zwischen der Chollima-Straße und dem Ufer des Pothong im Bezirk Potongmu-dong erbaut. Sie besitzt 6.000 Plätze über vier Ränge und ist damit die größte Eissporthalle Nordkoreas. Ihre Eisfläche hat eine Größe von 30 × 60 Metern.
Im März 2007 wurde in der Halle die Eishockey-Weltmeisterschaft der Frauen der Division II ausgetragen.

### Hallenstadion
Ebenfalls in Potongmu-dong, zwischen Pothong-gang-Ufer und Chollima-Straße, befindet sich das Hallenstadion zwischen der Eissporthalle und dem Kulturpalast des Volkes. Das Gebäude hat eine Länge von 145 Metern und eine Breite von 138 Metern. Abgeschlossen wird es von einem um acht Meter abfallenden Flachdach. Innerhalb des Gebäudes bieten vier Ränge Platz für insgesamt etwa 20.000 Besucher.
Das Stadion ist Örtlichkeit für unterschiedliche kulturelle und politische Veranstaltungen und vor allem auch zur Ausübung sportlicher Aktivitäten wie unter anderem Tischtennis, Volleyball, Basketball oder Tennis Anliegend befindet sich ein von der Straße aus sichtbarer Brunnenpark mit weißen Skulpturen-Gruppen. Der Vorplatz des Stadions wurde nach dem Tod von Kim Jong-il als öffentlicher Trauerplatz genutzt.

### Kulturpalast des Volkes
Der Volkskulturpalast wurde 1974 erbaut. Er beeinflusst das Straßenbild durch seine drei nach traditionell koreanischem Stil errichteten und miteinander verbundenen Gebäude mit insgesamt 21 geschwungenen Ziegeldächern. In 500 Räumen und auf einer Gesamtgeschossfläche von 60.000 Quadratmetern bietet er Raum für verschiedenste kulturelle Veranstaltungen, nationale wie internationale Konferenzen und Gipfeltreffen. Zu den Räumlichkeiten gehören eine Halle mit einer Kapazität für 3000 Menschen, ein Konferenzsaal, ein Bankettsaal für 700 Gäste, ein Filmtheater, sowie zahlreiche weitere flexibel nutzbare Räume.
Das Gebäude gehört zum Hauptverband der nordkoreanischen Schriftsteller- und Künstlergewerkschaft die wiederum der Kultur- und Kunstabteilung des Zentralkomitees angehört.

### Restaurant Chongnyu
Das Spezialitäten-Großrestaurant für Koreanische Küche befindet sich genau genommen abseits der Straße direkt am Ufer des Pothong-gang. Der ungewöhnliche Bau mit seiner aufwändigen Innenausstattung wurde 1981 erbaut und 2008 einer Sanierung unterzogen. Sein Baustil ist von dem maritimen Erscheinungsbild in Form eines Kreuzfahrtschiffes geprägt. Über vier Etagen bietet es auf einer Bruttogeschossfläche von 10.000 Quadratmetern Platz für über tausend Gäste.

### Hotel Changgwangsan
An der Kreuzung zur Sosong-Straße stehen die beiden 18-geschossigen Türme des Hotel Changgwangsan aus dem Jahr 1975. Sie werden von einem zweigeschossigen Sockelgebäude miteinander verbunden. Es handelt sich um ein Zweitklasse-Hotel, das 420 Zimmer und insgesamt 704 Betten zur Verfügung stellt.

## Sonstiges
Die Chollima-Straße bildet einen Teilabschnitt des Pjöngjang-Marathons.
Im Jahr 1973 wurde eine dreiteilige Briefmarkenserie zur Chollima-Straße herausgegeben (Michel-Nummern 1108–1110).